# 咲かせて!ちびロボ!
『咲かせて!ちびロボ!』（さかせて ちびロボ、Chibi-Robo!: Park Patrol）は、スキップが開発し任天堂より2007年6月5日に発売されたニンテンドーDS用アクションアドベンチャーゲーム。アメリカでは同年10月2日発売。

## 概要
『ちびロボ!』の続編で、今回は配属された公園を花でいっぱいにするのが目的。公園に隣接するタウンに住むおもちゃ達と交流しつつ、公園を整備していく。手に入れた乗り物や公園内に設置した施設で遊ぶことも出来る。

## 登場キャラクター
ちびロボ
シリーズの主人公。前作とは別機体で、「花咲かちびロボ」というオレンジ社の新モデル。ちびシャワー（小さな注射器）の水やりで花を育て、花のそばでダンスを踊ると花が種を周りに飛ばすという能力を持つ。カセット（外見は初期のファミコンカセット）により、さまざまな能力が拡張される。
トンペー
マネージャーロボット。ちびロボハウス内にアームで接続している。だが少し頼りない。
リバティ
紳士姿のマリオネット。フランス製らしい。自由を求めている（なお、「リバティ（liberty）」という単語は英語で「自由」を意味する）。
フラリダ
ものづくりの仕事を夢見る兵隊の人形。前作に登場したアーミー兵隊の一人と同一人物と思われる。
ペンとギン
炭酸飲料水「ペンギンソーダ」のマスコットキャラクターである双子の兄弟人形。サーフボードに乗ったウェットスーツのペンギン姿。
シェイク
「モンキーバーガー」というファストフード店のマスコット。アフロヘアーのダンサー猿。
マッチナ
自動車のおもちゃの女性。恋をしており、ダイエットに励んでいる。
ポプラー
樹木を模したプラスチックのおもちゃ。世話好きな性格で、本物の木となることを夢見ている。
バイソン
地元アメフトチームマスコットで、牛の角付き帽子をつけた大柄なアメフト選手人形。口癖は「まだまだ現役だぜ」。
クロ
不思議な踊りで花を黒くしてしまう謎の生き物。三体一組で行動。水をかけられると丸くなり、さらに水をかけられると破裂し、つぼみになる。
デカクロ
巨大なクロ。触れるだけで花を黒くしてしまい、おしりから出したガスで周りの花を灰色のガース花に変える。
ダークシーゼン
クロたちの隊長格で、全身を黒いスーツに包んだダークヒーロー然とした人形。

## 備考
- 開発元のスキップで、創設者にて中心人物であった西健一が退社後に、初めて発売されたゲームである。なお、本作はGD版発売後に設立されたスキップ160部の開発であり、開発に西は初期から関わっていない。
- N.O.Mにおけるインタビューによると、本作の企画案が成立するまでにはかなりの紆余曲折があったらしい。大量の新規企画案が没になった末に『ちびロボ!』の続編案にたどり着いたがそれからも難航し、最終的には田邊賢輔プロデューサーら任天堂側が「原っぱ」の案を提供した。なお、システムなどに変更点が多いのは「純粋な続編ではないため」として意図的に行ったものである。
- アメリカでの発売時には、本作のテーマにちなんでニンテンドーオブアメリカで環境問題にまつわる企画が行われ、購入者に抽選で苗木をプレゼントする企画なども実施された[1]。また、ウォルマートと共同のキャンペーン企画も行われた。